# Венеца (пещера)
Венеца е пещера край село Орешец в община Димово, област Видин, България, сред красивите пещери край Белоградчик.
Наименувана е по името на рида Венеца (от Западна Стара планина) до селото. За нейното опазване е обявена природната забележителност Пещерата Венец в местността Чукара.

## Местоположение
Пещерата се намира на 300 метра югоизточно от село Орешец, на 3,3 километра източно от Белоградчик. Може да се достигне по няколко направления:
- от Монтана с отклонение при село Ружинци;
- от Видин с отклонение при село Медовница;
- от Белоградчик през село Гара Орешец.

## История
Разкрита е при взривни работи на кариера край селото през 1970 г. Пещерата е проучена и картирана през следващата година от пещерен клуб „Бел прилеп“ при туристическо дружество „Белоградчишки скали“ в Белоградчик.

## Спелеология
В пещерата има много на брой и разнообразни образувания. Могат да се видят ледени кристали, сталактити, сталагмити, арагонитни кристали, гроздовиден сталактит (срещан рядко в българските пещери), калцитни образувания и др. По целия под са разпръснати кристали в различни цветове, дължащи се на кристализацията на водата и минералите в заобикалящите ги скали. Има образувание, оприличено на Дева Мария.

## Туризъм
Открита е за посетители на 1 юни 2015 г. Отворена е за посещения целогодишно с лятно и зимно работно време. За групи се изисква предварителна уговорка
Последен час за влизане на посетители е 16:00 часа. 
В пещерата е изградено художествено цветно осветление (финансирано по проект от програма на ЕС), което придава ефектен изглед на образуванията.

## Галерия
- Снимки от пещерата Венеца